# Whatton-in-the-Vale
 (août 2023).
Whatton-in-the-Vale est une paroisse civile et un village du Nottinghamshire, en Angleterre.